# Kazimierz Wojtowicz
Kazimierz Wojtowicz ps. „Głóg”, „Zbyszek” (ur. 7 marca 1913 w Hanaczowie, zm. 19 stycznia 1996 we Wrocławiu) – podporucznik Armii Krajowej, dowódca obrony Hanaczowa przed UPA, Sprawiedliwy wśród Narodów Świata.

## Dzieciństwo i młodość
Urodził się 07.03.1913 roku w Hanaczowie (powiat Przemyślany). Syn Szczepana i Katarzyny (z domu Prochera). W młodości Kazimierz Wojtowicz zdobył niepełne wyższe wykształcenie ekonomiczne . W 1934 ukończył podoficerską szkołę 14 pułku ułanów jazłowieckich we Lwowie.
Od 1937 roku żonaty z Kazimierą Bałaj (w czasie II wojny światowej łączniczką SZP, ZWZ, AK, NIE i WiN). Miał dwie córki: Danutę (ur. 15.10.1940- zmarła 16.12.2019) i Marię (ur. 07.02.1948). 

## Po wybuchu drugiej wojny światowej
Podczas kampanii wrześniowej awansowany do stopnia wachmistrza walczył koło Zbąszyna, pod Kutnem. Wziął udział w obronie Warszawy. Za zasługi w tych walkach otrzymał Krzyż Walecznych.
Po kapitulacji przedostał się do Lwowa, gdzie udzielał się w konspiracji w organizacji Służba Zwycięstwu Polski. Odkomenderowany do Hanaczowa w listopadzie utworzył okręg SZP Hanaczów i był jego komendantem. Jego oddział starał się ochraniać polską ludność przed wywózkami na Syberię. W czerwcu 1941 r. przeprowadził udaną akcję odbicia polskich jeńców wojennych z rąk NKWD, przed wywozem do łagrów i niechybną śmiercią.
Od 1942 z inicjatywy Kazimierza Wojtowicza mieszkańcy Hanaczowa udzielali we wsi schronienia kilkudziesięciu Żydom oraz pomagali kilkuset ukrywającym się w okolicznych lasach. Żydzi tworzyli własny oddział partyzancki pod dowództwem Abrama Bauma „Bunia”, który brał udział w walkach obronnych Hanaczowa. Służył w nim m.in. Leopold Kleinmann (Kozłowski) – „Poldek”, późniejszy kompozytor.
Na przełomie 1943/1944 zorganizował obronę polskiej ludności Hanaczowa przed UPA i wziął aktywny udział w walkach. 10 kwietnia 1944 roku osobiście poprowadził kontratak w decydującej fazie bitwy, który rozstrzygnął o niepowodzeniu ataku UPA i dzięki temu ocalił zgromadzoną w Hanaczowie ludność cywilną. Przypłacił to ciężką raną ręki.
W uznaniu zasług awansowany do stopnia podporucznika. Pod koniec 1944 r. na wniosek mjr. A. Sawickiego i komendanta AK Obszaru Lwów płk/gen. Władysława Filipkowskiego został czterokrotnie odznaczony Krzyżem Walecznych.
Brał udział w akcji "Burza", walczył o wyzwolenie Lwowa.

## Po wojnie
Po wojnie poszukiwany przez NKWD i UB kilkakrotnie zmieniał miejsce zamieszkania wraz z rodziną. Był dowódcą sekcji specjalnej okręgu NIE Lwów, a po repatriacji organizował eksterytorialny okrąg WiN Lwów. W 1947 roku rozpoczął pracę jako księgowy w Nowej Soli. Dnia 11.05.1956 roku ujawnił się generalnej prokuraturze w Warszawie po uprzednich gwarancjach redaktora Trybuny Ludu Jerzego Rawicza, że nie zostanie aresztowany. Po ujawnieniu się pracował jako dyrektor majątku Bykowo, jednak z powodu przesłuchań przeprowadzanych przez SB zrezygnował z pracy i został rolnikiem. W ostatnich latach życia mieszkał w Radzimowie. 
W 1993 roku za ratowanie Żydów Kazimierz Wojtowicz wraz z braćmi – Alojzym (pośmiertnie)  i Antonim został odznaczony medalem Sprawiedliwy wśród Narodów Świata. W tym roku został także odznaczony przez Prezydenta RP Lecha Wałęsę Krzyżem Komandorskim Oderu Polona Restituta za całokształt działalności bojowej w latach 1939-1956.
Zmarł 19.01.1996 roku i został pochowany z honorami wojskowymi na cmentarzu osobowickim we Wrocławiu.

## Odznaczenia
Kazimierz Wojtowicz został uhonorowany następującymi odznaczeniami :
- Krzyż Walecznych – czterokrotnie
- Krzyż Komandorski Orderu Polonia Restituta
- Krzyż Armii Krajowej
- Krzyż II Obrony Lwowa
- Krzyż WiN
- Medal Wojska
- Sprawiedliwy wśród Narodów Świata